# Alex Feneridis
Alex Feneridis (Wellington, 13 de novembro de 1989) é um futebolista profissional neozelandês que atua como meia, atualmente defende o Team Wellington.

## Carreira
Alex Feneridis fez parte do elenco da Seleção Neozelandesa de Futebol nas Olimpíadas de 2012.